# L'Intime Conviction d'Elena
Pour plus de détails, voir Fiche technique et Distribution.
L'Intime Conviction d'Elena (titre original : Elena sabe) est un film dramatique argentin réalisé par Anahí Berneri et sorti en 2023.
Le scénario est basé sur le roman du même titre original de Claudia Piñeiro.
Le film a été présenté en première le 3 novembre 2023 dans le cadre de la 38e édition du Festival international de cinéma de Mar del Plata. Le 24 novembre 2023, le service de streaming Netflix a ajouté le film à son offre mondiale.

## Synopsis
Rita s'occupe de sa mère Elena, gravement malade de la maladie de Parkinson. Un jour, cependant, Rita est retrouvée morte. La police et la justice supposent qu'il s'agit d'un suicide, mais Elena est convaincue que sa fille ne s'est pas suicidée et soupçonne qu'il y a plus derrière. Comme elle n'obtient aucune réponse et veut trouver le responsable de la mort de sa fille, Elena décide d'enquêter seule malgré sa mauvaise santé. Elena prend un train qui l'emmène de la banlieue vers le centre de Buenos Aires pour rencontrer Isabel et lui demander de l'aide. Isabel est une ancienne amie de Rita, de qui Elena espère recevoir du soutien dans sa recherche de la vérité. Au cours de son voyage, Elena est obligée d'affronter le passé, ses actions, sa relation complexe avec sa fille et elle-même afin de faire éclater la vérité, tout en affrontant sa maladie progressive qui menace de la paralyser complètement.

## Fiche technique
- Titre original : Elena sabe
- Titre français : L'Intime Conviction d'Elena
- Réalisation : Anahí Berneri
- Scénario : Gabriela Larralde, adapté du roman Elena sabe de Claudia Piñeiro
- Photographie : Federico Lastra
- Montage : Ana Remón
- Musique : Jackson Souvenirs
- Production :
- Sociétés de production :
- Pays de production : Argentine
- Langue originale : espagnol
- Format : couleur
- Genre : drame
- Durée : 100 minutes
- Dates de sortie[4] :
  - Argentine : 3 novembre 2023 (Festival international du film de Mar del Plata)

## Distribution
- Mercedes Morán : Elena
- Érica Rivas : Rita
- Mercedes Scápola (es) (Mey Scápola) : Isabel
- Miranda de la Serna (es) : Rita adolescente
- Agustina Muñoz : Elena (40 ans)
- Rocío Belzuz : Isabel Herrera adolescente
- Horacio Camandule : Avellaneda
- Laura Faienza :
- Marcos Ferrante :
- Jen Fiskum : Pame (voix)
- Mónica Gonzaga (es) :
- Marcos Montes (es) :
- Susana Pampín (es) :
- Matias Ruiz Diaz : Alumno
- Muriel Sago : Margarita
- Santiago Zapata : le jeune prêtre

## Récompenses et distinctions
- « L'Intime Conviction d'Elena » ((en) récompenses), sur l'Internet Movie Database (consulté le 27 février 2025)